# 杏山遗址
杏山遗址，位于中国吉林省伊通县景台镇杏山村，为一个省级文物保护单位，类型为古遗址，公布时间为2007年5月31日。该文物保护单位由伊通县文管所管理。
杏山遗址的历史年代为青铜。